# 塔諾河
塔諾河（英語：Tano）是西非國家加納的河流，河道全長約400公里，發源自該國中部泰奇曼，其後成為加納和科特迪瓦接壤的邊界，最終注入大西洋的畿內亞灣。